# Fiat FNM 130
Le Fiat 130 est un camion de moyen tonnage lancé dès la reprise du constructeur brésilien FNM-Alfa Romeo par Fiat V.I.. Le marché brésilien ne connaissait que très peu les camions "moyens" en raison d'une offre concentrée sur les camions lourds et les pick-up de style américain pour les transports locaux de marchandises. Fiat Diesel mis sur le marché deux modèles entièrement nouveaux pour le Brésil, le petit "70" qui utilisait la cabine du Fiat 625 produit en Italie par Fiat V.I. de 1965 à 1972 et le camion de moyen tonnage Fiat 130 en juillet 1976. 
Comme le "70", le Fiat 130 fut d'abord commercialisé sous la marque F.N.M. puis, dès le 1er janvier 1977, sous la marque Fiat. 
Ce modèle était la copie du Fiat 673 largement construit en Italie et en Argentine. Pour rester cohérent avec les dénominations de la marque FNM, Fiat Diesel le renomma "130", valeur du PTC en quintaux du véhicule.

## Le Fiat 140N / N3
En 1979, à peine plus d'un an après le lancement du Fiat 130, Fiat Diesel lance une version de plus fort tonnage, le Fiat 140. Le but principal était de concurrencer le nouveau Mercedes L-1113.
Ce modèle reprend la solide base du "130" mais se voit doté du moteur Fiat 8360 dont la puissance est de 150 ch DIN. Fiat Diesel offrira à partir de 1979 une version châssis spécifique pour autobus.

### Le Fiat 120N / N3
Le Fiat 120 a été lancé en 1979, pour combler le vide sous le Fiat 140 dans la gamme du constructeur italien et renforcer la présence de la marque face à des concurrents comme le Mercedes L-1113.
Comme le Mercedes L-2013, le camion Fiat a souffert de n'avoir pas offert, dès son lancement, une version avec un troisième essieu arrière qui ne sera disponible qu'à partir de 1982.
La cabine avancée avec l'énorme pare-brise et ses trois essuie-glaces n'était pas basculable. Par contre, son moteur a été reconnu le meilleur du marché avec ses 8,1 litres de cylindrée, le Fiat 8360 avait la même puissance que le Mercedes OM-352, 130 ch, mais avec l'énorme avantage de moins consommer et de ne tourner qu'à 2400 tours par minute soit, 400 tours de moins que le Mercedes de 5,7 litres. Quant au couple, le moteur Fiat l'a également remporté sur le Mercedes avec panache en offrant 41 mkg à seulement 1400 tr/min contre 37 mkg à 2000 tr/min pour le Mercedes.
La très grave crise économique que le coup d'État militaire provoqua conduit la société à arrêter toute activité en juin 1985. Les véhicules de la marque, devenue Iveco Brazil, furent importés d'Argentine.
Iveco reprendra pied au Brésil avec un nouveau site industriel qui commença à produire en 2000.

## Les châssis pour autobus 130-OD et 140-OD
Fidèle à la tradition de la marque italienne, les Fiat 130 et 140 furent proposés avec un châssis spécifique destiné aux carrossiers brésiliens pour la construction d'autobus. Ce sont les versions Fiat 130-OD disponible à partir de 1977 et 140-OD en 1979.